# Arthur Kurtz

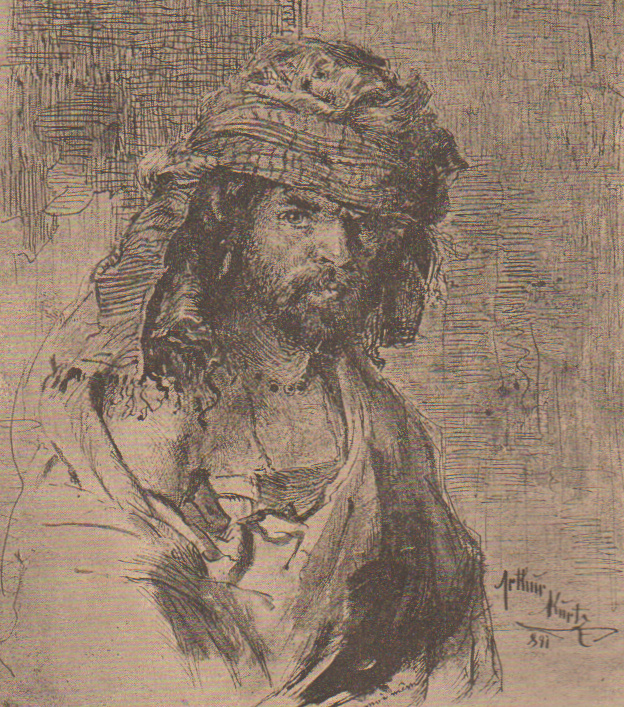
Zeichnung von Arthur Kurtz, 1891

Arthur Kurtz (* 23. September 1860 in Sankt Gallen (Steiermark); † 20. Januar 1917 in Baden (Niederösterreich)) war ein österreichischer Maler und Schriftsteller.

## Leben
Arthur Kurtz besuchte von 1884 bis 1886 die Grazer Zeichenakademie, anschließend studierte er an der Münchner Akademie bei Johann Caspar Herterich und Ludwig von Löfftz. In München förderten ihn auch Franz von Lenbach und Franz Defregger. Er lebte danach abwechselnd in München, Wien, Ungarn, Baden bei Wien und auf dem Semmering. Kurtz war als Portraitist, besonders in aristokratischen Kreisen Großbritanniens und Österreichs, beliebt. Er malte unter anderem Bilder der Kaiserin Elisabeth, Kaiser Franz Josephs I., der ihn am 16. Februar 1897 in seinem Wiener Atelier im 4. Stock am Hohen Markt besuchte. In Marienbad entstand auch ein Bild König Eduards VII. von Großbritannien. Die hohen Besuche in seinem Atelier vermerkte er auf einer Palette, die erhalten blieb. Photos davon befinden sich im Stiftsarchiv Admont in der Steiermark, Österreich. Kurtz war auch literarisch tätig.
Zu seinen Brüdern zählten der  Maler Augustin Maria Kurtz-Gallenstein (1856–1916) und Oskar Kurtz (1863–1927), Erfinder von mechanischen Musikinstrumenten.

## Werke
- Allerlei brauchbarer Unsinn - Weltperpetuum. F.W. Ellmenreich, Meran.
- Katalog einer Kollektion von Gemälden des Malers Artur Kurtz. A. Kende, Wien 1902.

Gemälde (Auswahl)
- Chaos oder Weltentstehung
- Das Weltperpetuum
- Die 4 Temperamente
- Die Erschaffung des Weibes
- Wandelhalle in Marienbad mit Porträt Eduards VII. von Großbritannien[3]
- Porträt der Königin Elisabeth von Österreich
- Weltfriedenszyklus, 14 Bilder, Luzern
- Der Untergang des russischen Admiralschiffes „Petropawlowsk“ vor Port Arthur
- Meteorfall bei Karlsbad
- Selbstporträt[4]
- Porträt der Eltern des Künstlers[5]
- Porträt der Schwester Laura des Künstlers[6]
- Exlibris aus der Zusammenarbeit mit Peter Rosegger[7]

Publikationen
- Weltperpetuum, 1901
- Kind und jubelnde Welt, 1909 siehe https://kunst-sammlung.at/artifact_Overview/3?cat_id=7&type=artist_category
- Was der Kometenzauber erzählt, der auf eine wunderschöne Höh’ gefallen
- Nix ist’s mit dem Weltuntergang